# Guglielmo I de la Roche
Guglielmo I de la Roche (... – 1287), succeduto a suo fratello Giovanni I, fu duca di Atene dal 1280 fino alla sua morte nel 1287.
Guglielmo, contrariamente a suo fratello, riguadagnò parte delle terre perdute del suo dominio, conquistando il controllo del territorio di Lamia e di Gardiki. Prese in moglie Elena Angelina Comnena, figlia di Giovanni I Ducas, sovrano della Tessaglia, e grazie a questo matrimonio ottenne un'importante alleanza militare. 
Quando nel 1285, Carlo II di Napoli, sovrano nominale del Principato d'Acaia, venne fatto prigioniero, dopo essere stato sconfitto in battaglia da Ruggero di Lauria, il reggente del regno, Roberto I d'Artois, lo nominò balivo e reggente vicario del principato. Fece edificare il castello di Dimatra per difendere la Messenia dagli attacchi dell'Impero Bizantino.
Nel 1286 fu chiamato ad arbitrare la successione del Marchesato di Bodonitsa, al seguito della morte della reggente Isabella Pallavicini. La scelta di Guglielmo cadde sul fratello di Isabella, Tommaso Pallavicini a scapito del vedovo della stessa, Antonio Fiammengo (in francese Antoine le Flamenc). Il regno di Guglielmo fu sostanzialmente guidato da intenti pacifici, ma fu di breve durata.